# Flavio Bucci
Flavio Bucci (Torino, 25 maggio 1947 – Fiumicino, 18 febbraio 2020) è stato un attore e doppiatore italiano.

## Biografia
Nacque da una famiglia molisano-pugliese originaria di Casacalenda in provincia di Campobasso, e di Orta Nova in provincia di Foggia.
Si formò professionalmente presso la Scuola del Teatro Stabile di Torino. 

### Cinema e televisione
Dopo essere stato chiamato da Elio Petri per il film La proprietà non è più un furto (1973), fu diretto da Giuliano Montaldo in L'Agnese va a morire (1976), Circuito chiuso (1978) e Il giorno prima (1987). 
Rimasero famosi i suoi ruoli da caratterista in Il marchese del Grillo di Mario Monicelli (1981), L'inceneritore (1984), Tex e il signore degli abissi (1985), Secondo Ponzio Pilato (1987), Teste rasate (1993), Il silenzio dell'allodola (2005) e Il divo di Paolo Sorrentino (2008). L'ultimo film al quale prese parte fu La cornice di Nour Aya (2018).
Fu attivissimo anche come attore televisivo, tra le cui interpretazioni ricordiamo Ligabue (1977), La piovra (1984), I Promessi Sposi (1989) e L'avvocato Guerrieri - Ad occhi chiusi (2008).

### Teatro
Sul palcoscenico recitò come protagonista in numerose pièce teatrali tra cui: Opinioni di un clown di Heinrich Böll; Le memorie di un pazzo di Gogol; Uno, nessuno e centomila; Il fu Mattia Pascal e Chi ha paura di Virginia Woolf? (regia di Marco Mattolini); Riccardo III; Quaderni di Serafino Gubbio operatore e I giganti della montagna (regia di Mario Missiroli).
Dopo una lunga assenza dalle scene teatrali, ritornò con lo spettacolo dedicato a Giacomo Leopardi Che fai tu luna in ciel, dimmi che fai, per la regia di Marco Mattolini con la danzatrice Gloria Pomardi e la pianista e compositrice Alessandra Celletti.

### Vita privata
Sposò l'attrice Micaela Pignatelli, dalla quale ha avuto due figli, Alessandro e Lorenzo. Ha avuto un terzo figlio, Ruben, dalla seconda moglie, la produttrice olandese Loes Kamsteeg.
Nel 1996 fu candidato per L'Ulivo alle elezioni politiche nel collegio uninominale della Camera di Roma Trieste, ma non risultò eletto per  5300 voti.
Muore il 18 febbraio 2020, a 72 anni, colpito da un infarto nella sua abitazione di Passoscuro, nel comune di Fiumicino, dove risiedeva da anni; la camera ardente è stata allestita il 20 febbraio al Teatro Valle di Roma alla presenza di amici e colleghi dello spettacolo e la cerimonia funebre si è svolta in forma privata. Dopo i funerali, la salma è stata inumata in uno dei campi a terra del cimitero Flaminio-Prima Porta.

## Filmografia

### Cinema

Flavio Bucci in Ligabue (1977)

- Le altre, regia di Alex Fallay (1969)
- La classe operaia va in paradiso, regia di Elio Petri (1971)
- L'amante dell'Orsa Maggiore, regia di Valentino Orsini (1972)
- Il generale dorme in piedi, regia di Francesco Massaro (1972)
- La proprietà non è più un furto, regia di Elio Petri (1973)
- L'ultimo treno della notte, regia di Aldo Lado (1975)
- I giorni della chimera, regia di Franco Corona (1975)
- Un sistema infallibile, regia di Carlo Di Carlo (1975)
- La orca, regia di Eriprando Visconti (1976)
- L'Agnese va a morire, regia di Giuliano Montaldo (1976)
- Quelle strane occasioni, episodio Italian Superman, regia di Nanni Loy (1976)
- Dove volano i corvi d'argento, regia di Piero Livi (1977)
- Suspiria, regia di Dario Argento (1977)
- Una spirale di nebbia, regia di Eriprando Visconti (1977)
- Circuito chiuso, regia di Giuliano Montaldo (1978)
- Gegè Bellavita, regia di Pasquale Festa Campanile (1979)
- Ammazzare il tempo, regia di Mimmo Rafele (1979)
- Maledetti vi amerò, regia di Marco Tullio Giordana (1980)
- Uomini e no, regia di Valentino Orsini (1980)
- Matlosa, regia di Villi Hermann (1981)
- Il marchese del Grillo, regia di Mario Monicelli (1981)
- La montagna incantata, regia di Hans W. Geissendörfer (1982)
- Sogno di una notte d'estate, regia di Gabriele Salvatores (1983)
- L'inceneritore, regia di Pier Francesco Boscaro dagli Ambrosi (1984)
- Le due vite di Mattia Pascal, regia di Mario Monicelli (1985)
- Tex e il signore degli abissi, regia di Duccio Tessari (1985)
- La donna delle meraviglie, regia di Alberto Bevilacqua (1985)
- Il giorno prima, regia di Giuliano Montaldo (1987)
- Max il lentigginoso e i fantasmi (Pehavý Max a strašidlá), regia di Juraj Jakubisko (1987)
- Il mistero del panino assassino, regia di Giancarlo Soldi (1987)
- Com'è dura l'avventura, regia di Flavio Mogherini (1987)
- Secondo Ponzio Pilato, regia di Luigi Magni (1987)
- La posta in gioco, regia di Sergio Nasca (1988)
- Anni 90, regia di Enrico Oldoini (1992)
- Pierino Stecchino, regia di Claudio Fragasso (1992) – mai distribuito
- Amami, regia di Bruno Colella (1992)
- Teste rasate, regia di Claudio Fragasso (1993)
- Quando le montagne finiscono, regia di Daniele Carnacina (1994)
- Fratelli coltelli, regia di Maurizio Ponzi (1997)
- Frigidaire - Il film, regia di Giorgio Fabris (1998)
- I miei più cari amici, regia di Alessandro Benvenuti (1998)
- Lucignolo, regia di Massimo Ceccherini (1999)
- Muzungu, regia di Massimo Martelli (1999)
- Come si fa un Martini, regia di Kiko Stella (2001)
- Hotel Dajti, regia di Carmine Fornari (2001)
- Volesse il cielo!, regia di Vincenzo Salemme (2002)
- Lettere al vento, regia di Edmond Budina (2003)
- Caterina va in città, regia di Paolo Virzì (2003)
- Il silenzio dell'allodola, regia di David Ballerini (2005)
- L'uomo spezzato, regia di Stefano Calvagna (2005)
- Lezioni di volo, regia di Francesca Archibugi (2007)
- Il divo, regia di Paolo Sorrentino (2008)
- La morte di pietra, regia di Roberto Lippolis (2008)
- Fly Light, regia di Roberto Lippolis (2009)
- Border Line, regia di Roberto Lippolis (2010)
- La scomparsa di Patò, regia di Rocco Mortelliti (2012)
- La grande rabbia, regia di Claudio Fragasso (2016)
- Il vangelo secondo Mattei, regia di Antonio Andrisani e Pascal Zullino (2017)
- Agadah, regia di Alberto Rondalli (2017)
- La cornice, regia di Nour Aya (2018)
- Sotto il segno della vittoria, regia di Modestino Di Nenna (2018)
- Il grande passo, regia di Antonio Padovan (2019)
- Credo in un solo padre, regia di Luca Guardabascio (2019)
- Sassiwood, regia di Antonio Andrisani (2020) – postumo
- Psychedelic, regia di Davide Cosco (2021) – postumo
- Senza far rumore, regia di Luca Guardabascio (2021) – postumo

### Televisione
- Il lungo viaggio, regia di Franco Giraldi – miniserie TV (1975)
- Ligabue, regia di Salvatore Nocita – miniserie TV (1977)
- Circuito chiuso, regia di Giuliano Montaldo – film TV (1978)
- I problemi di Don Isidro, regia di Andrea Frezza – miniserie TV (1978)
- Nella città vampira. Drammi gotici, regia di Giorgio Bandini – miniserie TV (1978)[5]
- Martin Eden, regia di Giacomo Battiato – miniserie TV (1979)
- Poco a poco, regia di Alberto Sironi – miniserie TV (1980)
- Il caso Graziosi, regia di Michele Massa – miniserie TV (1981)
- Storia di Anna, regia di Salvatore Nocita – miniserie TV (1981)
- Don Luigi Sturzo, regia di Giovanni Fago – miniserie TV (1981)
- La quinta donna, regia di Alberto Negrin – miniserie TV (1982)
- Il diavolo al Pontelungo, regia di Pino Passalacqua – miniserie TV (1982)
- Bebawi - Il delitto di via Lazio, regia di Michele Massa – film TV (1983)
- Quer pasticciaccio brutto de via Merulana, regia di Piero Schivazappa – miniserie TV (1983)
- La piovra, regia di Damiano Damiani – miniserie TV (1984)
- Il generale, regia di Luigi Magni – miniserie TV (1987)
- La zia di Frankenstein (Teta) – serie TV, 7 episodi (1987)
- L'ingranaggio, regia di Silverio Blasi – miniserie TV (1987)
- Gli angeli del potere, regia di Giorgio Albertazzi – film TV (1988)
- The Nightmare Years, regia di Anthony Page – miniserie TV (1989)
- I promessi sposi, regia di Salvatore Nocita – miniserie TV (1989)
- Con i clown vennero le lacrime, regia di Reinhard Hauff – miniserie TV (1990)
- Un inviato molto speciale – serie TV, 1x06 (1992)
- Einer stirbt bestimmt, regia di Rainer Bär – film TV (1992)
- Inside the Vatican, regia di John McGreevy – miniserie TV (1993)
- La dottoressa Giò - Una mano da stringere, regia di Filippo De Luigi – film TV (1995)
- La dottoressa Giò – serie TV, 10 episodi (1997-1998)
- Provincia segreta – serie TV (1998)
- L'avvocato Guerrieri - Ad occhi chiusi, regia di Alberto Sironi – film TV (2008)
- Borghi e Demoni, regia di Alessandro Derviso (2017) – miniserie TV

### Cortometraggi
- La carabina, regia di Sergio Russo (1997)
- Mai altri, regia di Fabio Perroni (2008)
- L'ultimo partigiano, regia di Claudio Sestili (2010)
- Leo e il mare, regia di Francesco Lama (2019)

## Doppiaggio

### Cinema
- John Travolta in La febbre del sabato sera, Grease - Brillantina, Attimo per attimo
- Sylvester Stallone in Happy Days - La banda dei fiori di pesco
- Richard Cox in Cruising
- Gérard Depardieu in L'ultima donna
- Miki Manojlović in Underground
- Tom Conti in I duellanti

### Serie TV
- Tom Wopat in Hazzard
- Anson Williams in Happy Days
- Harvey Keitel in Kojak

## Riconoscimenti
- Nastro d'argento
  - 1979 – Migliore attore protagonista per Ligabue[6]

- Globo d'oro
  - 1974 – Miglior attore rivelazione per La proprietà non è più un furto

- Montreal World Film Festival
  - 1978 – Premio migliore attore per Ligabue